# NGC 4475
NGC 4475 é uma galáxia espiral barrada (SBbc) localizada na direcção da constelação de Coma Berenices. Possui uma declinação de +27° 14' 36" e uma ascensão recta de 12 horas, 29 minutos e 47,7 segundos.
A galáxia NGC 4475 foi descoberta em 11 de Abril de 1785 por William Herschel.